# The Bear (série de televisão)
The Bear (bra: O Urso) é uma série de televisão de comédia dramática americana criada por Christopher Storer. Estreou no FX on Hulu em 23 de junho de 2022, com Jeremy Allen White, Ebon Moss-Bachrach, Ayo Edebiri, Lionel Boyce, Liza Colón-Zayas, Abby Elliott, Matty Matheson e Edwin Lee Gibson no elenco.
A série recebeu elogios da crítica. Em 14 de julho de 2022, foi renovada para uma segunda temporada, estreada a 22 de junho de 2023. A série foi renovada para uma terceira temporada em 2023, que foi lançada em 26 de junho de 2024. Antes da estreia da terceira temporada, o programa foi renovado para uma quarta temporada, que foi filmada junto com a terceira temporada, com a temporada estreando em 25 de junho de 2025. A quinta temporada foi confirmada em julho de 2025. The Bear foi indicada 36 vezes ao Emmy, ganhando 21 estatuetas.
A série é inspirada no restaurante Mr. Beef, localizado em Chicago, Estados Unidos.

## Sinopse
Um jovem chef do mundo de refeições requintadas chega em casa em Chicago para administrar a loja de sanduíche de carne italiana de sua família após o suicídio de seu irmão mais velho, que deixou dívidas para trás, uma cozinha em ruínas e uma equipe indisciplinada.

## Elenco

### Principal
- Jeremy Allen White como Carmen "Carmy" Berzatto, um premiado chef de cozinha de Nova York , que retorna à sua cidade natal, Chicago, para administrar o restaurante falido de seu falecido irmão Michael, The Beef.
- Ebon Moss-Bachrach como Richard "Richie" Jerimovich, o melhor amigo de Michael e gerente do restaurante
- Ayo Edebiri como Sydney Adamu, uma jovem e talentosa chef que se junta ao The Beef como sua nova subchefe sob o comando de Carmy.
- Lionel Boyce como Marcus Brooks, o padeiro que virou chef confeiteiro do The Beef, incentivado pela orientação de Carmy.
- Liza Colón-Zayas como Tina Marrero, uma cozinheira áspera e teimosa que abraça a oportunidade de treinar profissionalmente.
- Abby Elliott como Natalie "Sugar" Berzatto, irmã de Carmy e Michael, a relutante coproprietária do The Beef.
- Matty Matheson como Neil Fak (2ª temporada - presente, recorrente na 1ª temporada), amigo de infância dos Berzattos e, às vezes, faz-tudo do restaurante.
- Edwin Lee Gibson como Ebraheim (4ª temporada - presente, recorrente na 1-3ª temporada), um veterano cozinheiro somali do The Beef que é próximo de Tina.

### Recorrente
- Jon Bernthal como Michael "Mikey" Berzatto, falecido irmão de Carmy e Natalie, que lutou contra o vício em drogas antes de morrer por suicídio quatro meses antes dos eventos da série.
- Corey Hendrix como Gary, um ex-jogador de beisebol da liga secundária que trabalha como mensageiro e, mais tarde, sommelier no restaurante.
- Oliver Platt como Jimmy "Cicero" Kalinowski, a quem todos carinhosamente chamam de "Tio", o principal investidor do restaurante e melhor amigo do pai dos irmãos Berzatto.
- Carmen Christopher como Chester.
- José Cervantes como Angel, um lavador de pratos do The Beef.
- Richard Esteras como Manny, um lavador de pratos do The Beef
- Chris Witaske como Pete, o marido sincero e alegre de Natalie.
- Annabelle Toomey como Eva Jerimovich, a filha mais nova de Richie.
- Robert Townsend como Emmanuel Adamu (2ª temporada - presente), o pai amoroso e solidário de Sydney, que, no entanto, tem dificuldade em aceitar a escolha de Sydney de seguir uma carreira culinária inerentemente arriscada.
- Molly Gordon como Claire Dunlap (2ª temporada - presente), uma amiga de infância dos Berzattos, por quem Carmy tinha uma queda quando adolescente.
- Gillian Jacobs como Tiffany "Tiff" Jerimovich (2ª temporada - presente), ex-esposa de Richie, com quem ele tem uma filha, Eva.
- Joel McHale como David Fields (1-3ª temporada), o chef executivo abusivo de Carmy na cidade de Nova York.
- Will Poulter como Luca (2ª temporada - presente), um chef confeiteiro que treina Marcus enquanto ele está em Copenhague.
- Mitra Jouhari como Kelly (2ª temporada - presente), amiga e colega de quarto de Claire
- Ricky Staffieri como Theodore "Teddy" Fak (2ª temporada - presente), irmão de Neil.
- Jamie Lee Curtis como Donna Berzatto (2ª temporada - presente), a mãe problemática dos irmãos Berzatto.
- Sarah Ramos como Jessica (2ª temporada - presente), a maître do Ever.
- Andrew Lopez como Garrett (2ª temporada - presente), supervisor de Richie na Ever.
- Rene Gube como Rene (2ª temporada - presente), o gerente geral da Ever.
- Adam Shapiro como Adam Shapiro (3ª temporada - presente, convidado na 2ª temporada), o chef de cozinha do Ever.
- Paulie James como Chuckie (3ª temporada - presente), um ex-funcionário do Beef que é recontratado para ajudar a administrar a janela de sanduíches do Bear.

### Estrelas convidadas
- Amy Morton como Nancy Chore (1ª temporada), uma inspetora de saúde escrupulosa.

- Molly Ringwald como moderador de reunião do Al-Anon. (1ª temporada)
- Maura Kidwell como Carol (2ª temporada), parceira de Cícero.
- Olivia Colman como Chef Andrea Terry (2-3ª temporada), a chef executiva britânica do Ever, o restaurante requintado onde Richie atua.
- Sarah Paulson como Michelle Berzatto (2, 4ª temporada), prima de Michael, Carmy e Natalie.
- John Mulaney como Stevie (2ª temporada - presente), parceiro de Michelle.
- Bob Odenkirk como "Tio" Lee Lane (2, 4ª temporada), o namorado intrigante de Donna e parceiro de negócios de Cícero
- David Zayas como David (3ª temporada - presente), marido de Tina.
- John Cena como Sammy Fak (3ª temporada), irmão de Neil e Teddy.
- Brian Koppelman como Nicholas "The Computer" Marshall (3ª temporada - presente), um amigo da família Berzattos contratado para ajudar o restaurante a cortar custos.
- Josh Hartnett como Frank (3ª temporada - presente), o noivo rico e carismático de Tiff.
- Danielle Deadwyler como Chantel (4ª temporada), prima de Sydney.
- Kate Berlant como Georgie (4ª temporada), uma mulher na reunião da Al-Anon de Carmy.
- Brie Larson como Francie Fak (4ª temporada), irmã dos Faks que tem uma longa briga com Natalie.
- Rob Reiner como Albert Schnur (temporada 4), um consultor de negócios e mentor de Ebraheim.

## Episódios
| Temporada | Temporada | Episódios | Episódios | Originalmente lançado |
| --------- | --------- | --------- | --------- | --------------------- |
|           | 1         | 8         | 8         | 23 de junho de 2022   |
|           | 2         | 10        | 10        | 22 de junho de 2023   |
|           | 3         | 10        | 10        | 26 de junho de 2024   |
|           | 4         | 10        | 10        | 25 de junho de 2025   |

### Temporada 1 (2022)
| N.º | Título     | Dirigido por       | Escrito por                      | Lançamento          |
| --- | ---------- | ------------------ | -------------------------------- | ------------------- |
| 1 | "System"   | Christopher Storer | Christopher Storer               | 23 de junho de 2022 |
| No verão de 2022, o chef vencedor do James Beard, Carmen "Carmy" Berzatto, volta para Chicago para gerenciar o The Original Beef de Chicagoland, um restaurante River North de propriedade de seu irmão Michael, que morreu recentemente por suicídio. O melhor amigo de seu irmão, Richie Jerimovich, e a equipe teimosa resistem às propostas de Carmy para modernizar o restaurante. Carmy contrata a chef do The Culinary Institute of America e nativa de Chicago, Sydney Adamu, que quer ajudá-lo a consertar o restaurante porque era o favorito de seu pai. |            |                    |                                  |                     |
| 2 | "Hands"    | Christopher Storer | Christopher Storer               | 23 de junho de 2022 |
| Em um flashback, Carmy trabalha em um restaurante de jantar em Nova York, onde seu chefe o abusa verbalmente. No presente, Carmy tenta revisar o cardápio enquanto enfrenta a resistência contínua dos membros da equipe que não lhe mostram respeito. A irmã de Carmy, Natalie "Sugar" Berzatto, tenta ajudar, mas luta para se conectar com seu irmão. Depois que um inspetor de saúde descobre vários problemas de segurança e saneamento, o restaurante recebe uma classificação C. Carmy descobre o quão mal o restaurante foi gerenciado e que seu irmão tinha US$ 300.000 em dívida com seu tio, Cicero. Cicero se oferece para comprar o restaurante de Carmy, que se recusa e concorda em pagar o empréstimo de seu irmão. Sydney quer ser paga adequadamente como uma sous-chef. Richie revela a Sydney que Michael não permitiu que Carmy trabalhasse no restaurante quando ele era mais jovem e que deu um tiro na própria cabeça quatro meses antes. |            |                    |                                  |                     |
| 3 | "Brigade"  | Joanna Calo        | Christopher Storer               | 23 de junho de 2022 |
| Carmy participa de uma reunião do Al-Anon na tentativa de entender melhor as lutas de seu irmão com o vício. No restaurante, ele apresenta uma cozinha no estilo da brigada de cozinha e depende de Sydney, que está mal preparada e cada vez mais frustrada, para gerenciá-la. Após falhas iniciais, a equipe começa a se conectar com seus novos papéis, particularmente Marcus, o padeiro apaixonado. Carmy e Sydney discutem a melhor maneira de administrar o restaurante. |            |                    |                                  |                     |
| 4 | "Dogs"     | Christopher Storer | Sofya Levitsky-Weitz             | 23 de junho de 2022 |
| Carmy e Richie atendem a uma festa de aniversário infantil para Cicero. Carmy cria um cooler caseiro ecto, que é acidentalmente dosado com o Xanax de Richie, fazendo com que as crianças desmaiem no quintal. Para sua surpresa, Cicero acha humorístico. Enquanto isso, Sydney se aproxima da equipe do restaurante e começa a ganhar respeito. Marcus se apaixona por seu novo programa de bolo de chocolate. |            |                    |                                  |                     |
| 5 | "Sheridan" | Joanna Calo        | Karen Joseph Adcock              | 23 de junho de 2022 |
| Carmy e Sydney concordam em criar um novo menu de jantar para aumentar os lucros. Enquanto se preparam para abrir para o almoço, um entupimento no banheiro causa um alagamento. Carmy chama Fak, amigo de Richie, para consertar. Querendo se tornar um funcionário oficial, Fak faz uma entrevista com Richie, que culmina em uma briga; exigindo que Carmy os separe. Fak revela que Richie está vendendo cocaína no beco atrás do restaurante. Richie explica que isso fez o negócio sobreviver a pandemia de COVID-19. Richie concorda em parar. Enquanto Marcus corre para preparar bolos, um fusível explode e as operações do restaurante cessam. Quando Fak informa a Carmy que custará mais de US$ 5.000 para substituir um condensador danificado, ele pede a Richie para obter o dinheiro vendendo cocaína uma última vez. |            |                    |                                  |                     |
| 6 | "Ceres"    | Joanna Calo        | Catherine Schetina & Rene Gube   | 23 de junho de 2022 |
| Sydney desenvolve uma refeição de risoto para um futuro menu de jantar, mas Carmy a rejeita; Sydney serve a um cliente. Sugar chega ao restaurante para resolver o problema dos impostos atrasados e procura com Carmy os documentos que faltam para o arquivamento. Marcus continua trabalhando duro no desenvolvimento de seus donuts, mas se vê atrasado no trabalho no restaurante. O restaurante tem suas janelas destruídas por tiros perdidos, e Richie pede aos gângsteres locais para descobrir quem fez isso. Mais tarde, os gângsteres entram em uma briga, que Sydney interrompe oferecendo-lhes sobras; Richie se sente excluído e desnecessário por causa do sucesso de Sydney e chama a polícia para os gângsteres. |            |                    |                                  |                     |
| 7 | "Review"   | Christopher Storer | Joanna Calo                      | 23 de junho de 2022 |
| Ebraheim lê em voz alta uma nova resenha do restaurante que lhe dá uma boa avaliação, com respeito especialmente alto para o prato de risoto que Sydney deu ao revisor como um gesto gentil. O filho de Tina foi suspenso, então ela o leva ao restaurante para aprender habilidades culinárias. À medida que o trabalho de preparação da manhã é concluído, a equipe descobre que Sydney deixou a opção de pré-venda para o serviço para viagem, e centenas de ingressos se acumulam minutos antes da hora do almoço. Carmy se exalta com Sydney e Marcus. Sydney acidentalmente esfaqueia Richie no caos e anuncia sua renúncia imediata quando Carmy começa a se deteriorar mentalmente. |            |                    |                                  |                     |
| 8 | "Braciole" | Christopher Storer | Christopher Storer & Joanna Calo | 23 de junho de 2022 |
| Carmy participa de uma reunião do Al-Anon e conta como ele entrou no ramo de restaurantes porque seu irmão nunca o deixou trabalhar no The Beef. Sydney e Marcus se encontram em seu apartamento e discutem seus futuros depois que ambos se demitem por causa do abuso de Carmy. The Beef organiza uma despedida de solteiro e, depois de uma briga, Richie é preso depois de quase matar um convidado. O homem se recupera e Richie é acusado de agressão agravada em vez de homicídio culposo. Marcus volta ao trabalho e Carmy pede desculpas. Carmy acidentalmente acende um fogo no fogão e olha fixamente para ele enquanto os outros chefs o apagam. Richie dá a Carmy uma carta deixada para ele por Michael, que inclui uma receita de espaguete e observa que eles usam latas menores de tomate porque têm um sabor melhor. Carmy abre uma das latas e encontra notas de cem dólares escondidas dentro; eles fecham o restaurante durante o dia enquanto os chefs abrem todas as latas e encontram mais dinheiro escondido. Sydney retorna depois que Carmy lhe envia uma mensagem sugerindo melhorias em seu prato de risoto. Carmy pendura uma placa anunciando o fechamento do 'The Beef' e que um novo restaurante chamado 'The Bear' será inaugurado em breve. |            |                    |                                  |                     |

### Temporada 2 (2023)
| N.º na série | N.º na temp. | Título      | Dirigido por       | Escrito por                              | Lançamento          |
| --- | ------------ | ----------- | ------------------ | ---------------------------------------- | ------------------- |
| 9 | 1            | "Beef"      | Christopher Storer | Christopher Storer                       | 22 de junho de 2023 |
| Carmy e Sydney criam um cardápio para o The Bear e convidam a Natalie para ser a gestora das renovações. A precisar de mais dinheiro, pedem a Cicero um empréstimo de $500,000. Ele concorda, com a condição de que se não lhe pagarem a quantia de volta em 18 meses, ele fica com a propriedade da casa, avaliada em 2 milhões de dólares. Sydney pede a Tina para ser a sua sous-chef. Carmy, Sugar e Sydney planeiam abrir o restaurante num prazo de três meses. |              |             |                    |                                          |                     |
| 10 | 2            | "Pasta"     | Christopher Storer | Joanna Calo                              | 22 de junho de 2023 |
| Os trabalhos de renovação atrasam, agravados pela descoberta de um problema de bolor. Sydney janta com o seu pai, que se mostra preocupado com a sua decisão de abrir um restaurante. Sydney envia Tina e Ebra para uma escola de culinária. Entretanto, Carmy reconecta-se com Claire, um amiga de infância agora interna de Medicina, mas dá-lhe intencionalmente um número falso. |              |             |                    |                                          |                     |
| 11 | 3            | "Sundae"    | Joanna Calo        | Karen Joseph Adcock & Catherine Schetina | 22 de junho de 2023 |
| Carmy continua a ir a encontros dos Al-Anon, onde confessa as suas dificuldades em encontrar tempo para lazer e para si. Ele e Sydney trabalham no menu, mas percebem que têm de sair da sua rotina e experimentar comida em outros restaurantes. Claire consegue o número verdadeiro de Carmy graças ao Fak, e pede ajuda a Carmy para fazer mudanças em casa da mãe. Carmy por isso cancela os seus planos com Sydney, e ela vai a restaurantes da cidade sozinha provar pratos. Enquanto busca inspiração, ela recebe tambem conselhos de colegas antigos, que realçam a importância de ter um sócio de confiança para abrir um restaurante. Sydney volta ao The Bear e chateia-se quando descobre que Carmy tem decidido coisas importantes sem a consultar primeiro. |              |             |                    |                                          |                     |
| 12 | 4            | "Honeydew"  | Ramy Youssef       | Stacy Osei-Kuffour                       | 22 de junho de 2023 |
| Dois meses antes da abertura, Natalie conta a Carmy que está gravida. Richie e Fak continuam a trabalhar nas renovações, enquanto Sydney procura novos funcionários. Entretanto, Marcus é designado para desenvolver três sobremesas novas para o restaurante. Ele afasta-se temporariamente da sua mãe, doente terminal num hospital de Chicago, para viajar para Copenhaga e estagiar com Luca, um pasteleiro notável. Lá, Luca conta-lhe de quando trabalhou com um cozinheiro mais talentoso (supondo-se ser Carmy) e se sentiu inferior, mas grato por aprender e honrar a sua profissão. As histórias de Luca e a sua sensibilidade a uma vida para além da cozinha inspiram Marcus, que desenvolve sentimentos por Sydney. |              |             |                    |                                          |                     |
| 13 | 5            | "Pop"       | Joanna Calo        | Sofya Levitsky-Weitz                     | 22 de junho de 2023 |
| Sydney continua a trabalhar no menu com a ajuda de Tina, que está a ser bem-sucedida no curso de culinária, embora se preocupa com Ebra, que parou de frequentar as aulas. Natalie convence Cicero a expedir as licenças de funcionamento. Claire acompanha Carmy durante o pedido de requisição de uma licença para a venda de álcool, aprofundando a sua conexão. Ela convence-o a ir com ela a uma festa, onde Carmy percebe que Claire representa o descanso e abertura que procurava. Depois da festa, Carmy leva Claire a visitar o restaurante, onde se deparam com uma discussão por Richie roubar a eletricidade a vizinhos. Quando o restaurante fica vazio, Carmy e Claire beijam-se pela primeira vez. |              |             |                    |                                          |                     |
| 14 | 6            | "Fishes"    | Christopher Storer | Joanna Calo & Christopher Storer         | 22 de junho de 2023 |
| Cerca de cinco anos antes da abertura de The Bear, Carmy volta de Copenhaga para passar o Natal com a sua família e amigos. Michael e Carmy avisam Natalie para esta não perguntar à mãe, Donna, uma alcoólica problemática, se esta “está bem”. Donna, intoxicada, prepara uma refeição baseada na tradição itálico-americana da Festa dei Sette Pesci (em português, “Festa dos Sete Peixes”). Pete chega com outro prato de marisco, que é deitado for a porque um “oitavo” peixe seria considerado má sorte. Richie pede um trabalho a Cicero, que mais tarde que concede. Michelle, prima de Carmy, encoraja-o a ir passar uns tempos com ela a Nova Iorque para se focar na sua carreira, afastando-se da família disfuncional. Enquanto aguardam pelo Jantar, o grupo debate as origens ambíguas da tradição dos Sete Peixes. Lee, ficante de Donna resentido por Michael, dá-lhes a sua opinião, mas um Michael bêbado atira-lhe garfos. Natalie, ignorando o pedido dos irmãos, pergunta a uma Donna irrequieta se ela “estava bem”, provocando-lhe um colapso mental e a saída da mesa. Michael atira outro garfo a Lee, provocando uma briga, interrompida quando Donna espeta o carro na sala de estar.                   |              |             |                    |                                          |                     |
| 15 | 7            | "Forks"     | Christopher Storer | Alex Russell                             | 22 de junho de 2023 |
| Richie é enviado por Carmy ao Ever, um restaurante fino, para estagiar com eles durante uma semana. Richie demonstra-se cínico da natureza elegante do restaurante e irrita-se por ter de acordar cedo para limpar garfos meticulosamente. Depois de perceber a dedicação com que todos os funcionários do restaurante lidavam com os clientes, Richie muda de ideias e encontra-se entusiasmado para aprender a servir melhor o restaurante. No fim da semana, Richie fica triste, e pede um lugar permanente na equipa, por acreditar que Carmy se estava a tentar ver livre dele. Ele conhece a dona, Terry, que lhe conta a história do restaurante e como ela superior adversidades. Terry confessa-lhe que Carmy lhe contou que acredita no Richie e no talento das outras pessoas de The Bear. |              |             |                    |                                          |                     |
| 16 | 8            | "Bolognese" | Christopher Storer | Rene Gube                                | 22 de junho de 2023 |
| Dez dias antes da abertura, Carmy e Sydney entram em pânico por não saber se conseguiriam passar no teste de certificação contra incêndios. Ebra volta, reconciliando-se com Tina, e concorda assumer funções no take-away do restaurante. Richie volta com um novo propósito e um novo gosto por usar fatos; Marcus volta de Copenhaga com um menu de sobremesas invejável. Richie pede desculpa a Natalie pela maneira como a tratou, e começam a entrevistar candidatos para o serviço. Sydney começa a ver Claire como uma nova ameaça à dedicação de Carmy. Fak percebe que Michael tinha desativado o Sistema de supressão de fogos quando ele tentou cometer fraude com o seguro de incêndios do restaurante. Fak repara-o a tempo do técnico da certificação e eles passam no teste, reunindo autorização para abrir o restaurante. Carmy, apercebendo-se do seu amor por Claire, prepara-lhe o jantar. |              |             |                    |                                          |                     |
| 17 | 9            | "Omelette"  | Christopher Storer | Christopher Storer & Joanna Calo         | 22 de junho de 2023 |
| The Bear prepara-se para a sua abertura informal para convidados próximos da equipa. Sydney preocupa-se em impressionar o seu pai. Carmy começa a duvidar de tudo e esquece-se de tratar do arranjo da porta do congelador. Natalie informa Carmy que ela convidou a mãe deles para a inauguração. Richie e Natalie confirmam que têm capacidade cheia durante as primeiras duas semanas de funcionamento, mas que precisam de mais clientes se querem ter lucro. Cicero entrega a licença oficional de funcionamento a Carmy, e avisa-o dos perigos da distração. Carmy pede desculpa a Sydney pela sua falta de dedicação, e dá-lhe um uniforme de chef personalizado. Com a equipa preparada e o restaurante pronto para abrir, o The Bear abre pela primeira vez. |              |             |                    |                                          |                     |
| 18 | 10           | "The Bear"  | Christopher Storer | Kelly Galuska                            | 22 de junho de 2023 |
| Numa noite só para amigos e família, Richie coordena o serviço, enquanto Sydney lidera a cozinha. Os problemas começam a acumular-se: o restaurante fica sem garfos, Sydney e Marcus têm de lidar com o desaparecimento de um dos cozinheiros, e a porta do congelador parte-se, trancando Carmy dentro. Pete, marido de Natalie, vê Donna do lado de fora do restaurante e convida-a a entrar, que recusa a oferta, dizendo que não merece celebrar ou arriscar estragar a noite de felicidade dos filhos. Pete acidentalmente conta-lhe que Natalie está grávida antes dela sair. Trancado no congelador, Carmy entra numa espiral de angústia, desabafando que a sua relação com Claire arruinou o seu tempo para a cozinha. Claire ouve-o, e abandona em Lágrimas. Richie encontra-a a sair do restaurante e discute com Carmy, ainda trancado no congelador. Carmy fica devastado quando ouve uma mensagem de voz que Claire lhe tinha enviado nessa tarde e onde diz que o ama. O serviço acaba por terminar com elogios por parte dos clientes. Marcus recebe um presente de Luca (embora ele não tenha atendido diversas chamadas da enfermeira da sua mãe), e Sydney sente-se estressada com o sucesso da noite de abertura. |              |             |                    |                                          |                     |

### Temporada 3 (2024)
| N.º na série | N.º na temp. | Título      | Dirigido por       | Escrito por                              | Lançamento          |
| --- | ------------ | ----------- | ------------------ | ---------------------------------------- | ------------------- |
| 19 | 1            | "Tomorrow"  | Christopher Storer | Christopher Storer & Matty Matheson      | 26 de junho de 2024 |
| Após ser liberado do atendimento sem hora marcada, Carmy pede desculpas a Sydney por abandonar a equipe e promete nunca mais cometer o mesmo erro. Ele também deixa uma mensagem para Richie se desculpando por seu discurso. Marcus descobre que sua mãe faleceu e Sydney liga para prestar condolências. Flashbacks relembram o tempo em que Carmy trabalhou para chefs renomados em vários restaurantes. Durante esse tempo, Carmy também lida com a morte de Mikey e seu funeral subsequente, que Carmy revela ter assistido de seu carro, mas não conseguiu comparecer. No presente, Carmy chega cedo ao The Bear e se baseia em sua experiência profissional anterior para elaborar um novo cardápio e uma lista de "não negociáveis" para o restaurante seguir. |              |             |                    |                                          |                     |
| 20 | 2            | "Next"      | Christopher Storer | Joanna Calo                              | 26 de junho de 2024 |
| As ideias inegociáveis de Carmy são controversos entre o restante da equipe, principalmente sua decisão de mudar o cardápio todos os dias. Carmy conta a Sydney que lhe enviou um contrato de sociedade para formalizar sua participação no restaurante. Richie e Carmy continuam em desacordo, apesar do pedido de desculpas de Sydney. Provocado por Richie, Carmy conta aos outros o que disse a Claire. O grupo para imediatamente de discutir quando Marcus chega de repente; ele insiste em se concentrar no trabalho para se distrair da morte da mãe. Carmy oferece seu apoio em particular, mas Marcus diz que é grato por ter estado na cozinha quando sua mãe morreu, sentindo que era o que ela gostaria. Ele incentiva Carmy a liderar o Urso rumo ao sucesso. |              |             |                    |                                          |                     |
| 21 | 3            | "Doors"     | Joanna Calo        | Karen Joseph Adcock & Catherine Schetina | 26 de junho de 2024 |
| Após o funeral da mãe de Marcus, a equipe enfrenta um primeiro mês de serviço caótico no The Bear. As mudanças diárias de Carmy no cardápio aumentam rapidamente as despesas do restaurante, irritando Natalie e Cicero, enquanto Richie tenta implementar seu próprio conjunto de cláusulas inegociáveis, para desgosto de Carmy. Carmy luta para manter a compostura em meio à alta pressão da cozinha, com Sydney tendo que controlar seu temperamento com frequência. Carmy e Richie acabam tendo uma briga física que faz com que as folhas de exposição do restaurante voem da mesa, fazendo Sydney perceber a extensão do mau funcionamento da cozinha. |              |             |                    |                                          |                     |
| 22 | 4            | "Violet"    | Ramy Youssef       | Stacy Osei-Kuffour                       | 26 de junho de 2024 |
| Sydney consegue um novo apartamento, apesar das preocupações do pai de que o apartamento é mais caro e mais distante do restaurante do que morar com ele. Mais tarde, Sydney é abordada na rua pelo eterno CDC Adam Shapiro, que revela ter visitado discretamente o The Bear e observado o caos na cozinha, enquanto elogia as habilidades de Sydney. Richie tem uma conversa constrangedora com Frank, o noivo de Tiff, que o faz se perguntar se sua presença na vida da filha a está confundindo, mas Natalie o incentiva a continuar presente. Natalie recebe a notícia de que o The Chicago Tribune planeja escrever uma crítica do The Bear, fazendo com que a equipe perceba que seu crítico gastronômico já visitou o restaurante. |              |             |                    |                                          |                     |
| 23 | 5            | "Children"  | Joanna Calo        | Sofya Levitsky-Weitz                     | 26 de junho de 2024 |
| Enquanto a equipe prepara o restaurante para ser fotografado para a crítica, Cicero traz o amigo da família Nicholas "The Computer" Marshall para ajudar o restaurante a cortar custos e reduzir ineficiências. Uma de suas recomendações é demitir Marcus ou reduzir seu salário, o que Natalie rapidamente rejeita. A equipe também se esforça para preparar um prato de pato mencionado na crítica, cujos ingredientes não têm à mão devido às mudanças diárias no cardápio. O chef Terry fecha o Ever inesperadamente, fazendo Carmy duvidar do futuro do próprio The Bear. |              |             |                    |                                          |                     |
| 24 | 6            | "Napkins"   | Christopher Storer | Joanna Calo & Christopher Storer         | 26 de junho de 2024 |
| Alguns anos antes dos eventos da série, Tina é demitida de seu antigo emprego de escritório durante um período financeiro difícil para sua família. Enquanto ela segue sua rotina diária criando seu filho Louie com seu marido David, ela viaja para diferentes empresas em Chicago tentando encontrar trabalho e enfrentando rejeição em todos os lugares. Perdendo a esperança, ela faz uma parada no Beef para um café e recebe um sanduíche oferecido por Richie na casa. Mikey percebe seu choro na sala de jantar e oferece um ouvido compassivo enquanto eles se compadecem de como o mundo os derrotou, observando que eles ainda encontram esperança na geração mais jovem: Tina expressa sua admiração relutante por alguns dos trabalhadores mais jovens que ela viu em sua busca de emprego, enquanto Mikey menciona seu orgulho em Carmy. Mikey lhe oferece um emprego como cozinheira. |              |             |                    |                                          |                     |
| 25 | 7            | "Legacy"    | Christopher Storer | Alex Russell                             | 26 de junho de 2024 |
| Carmy comparece a uma reunião da Al-Anon onde outro participante expressa dúvidas sobre o valor de pedidos de desculpas por ter que lidar com as consequências das ações anteriores de quem pediu desculpas, enquanto outro participante insiste que deixar um pedido de desculpas não dito se agravar é pior. Adam revela a Sydney que quer abrir seu próprio restaurante e lhe oferece um emprego como seu CDC, complicando ainda mais a hesitação dela em assinar o acordo com Carmy. Carmy compartilha com Marcus suas ideias sobre como os chefs definem seus legados com base nos diferentes restaurantes em que trabalham. The Bear recontrata alguns dos antigos funcionários de Mikey para ajudar Ebra a administrar a janela de sanduíches, com Ebraheim encontrando alegria em seu trabalho novamente no processo. Sydney começa a se ressentir de Carmy por minar sua autoridade na cozinha. Natalie viaja para o Restaurant Depot para comprar suprimentos, apenas para entrar em trabalho de parto no estacionamento. |              |             |                    |                                          |                     |
| 26 | 8            | "Ice Chips" | Christopher Storer | Rene Gube                                | 26 de junho de 2024 |
| Incapaz de entrar em contato com Pete ou qualquer pessoa no restaurante devido ao início do serviço, Natalie liga relutantemente para sua mãe para encontrá-la no hospital. Embora o reencontro comece conturbado, Donna consegue acalmar Natalie durante as contrações. Enquanto espera a chegada de Pete, Donna a anima contando histórias dos nascimentos de Mikey, Carmy e dela. Natalie confessa que inicialmente não contou a Donna sobre sua gravidez por medo de espalhar a disfunção familiar para seu filho; Donna expressa seu arrependimento por seu comportamento e promete que está tentando melhorar. Quando Pete chega, Donna, emocionalmente esgotada, sai silenciosamente do quarto do hospital para esperar na recepção, onde é confortada pelos Faks. |              |             |                    |                                          |                     |
| 27 | 9            | "Apologies" | Christopher Storer | Christopher Storer & Joanna Calo         | 26 de junho de 2024 |
| Os Faks insistem para que Carmy se desculpe com Claire, o que ele considera, mas adia constantemente. Carmy convida Sydney para o jantar de encerramento do "funeral" da Ever. A equipe aguarda ansiosamente a análise do Tribune. Cícero avisa Carmy que, com as finanças em apuros, ele provavelmente terá que desistir se o resultado for negativo. Richie pondera se deve comparecer ao casamento de Tiff e Frankie, com Tiff o incentivando a fazê-lo. Com o restaurante fechado para que Carmy, Sydney e Richie possam comparecer ao jantar da Ever, Marcus e Tina se ajudam a experimentar seus próprios pratos. Sydney entrega comida para Pete e Natalie e descobre por Pete que Carmy está lhe oferecendo menos dinheiro e menos benefícios como sócia do que ela receberia trabalhando para Adam. Os Faks visitam Claire em seu trabalho e imploram para que ela entre em contato com Carmy, dizendo que ele sente muito, mas está nervoso demais para falar com ela. |              |             |                    |                                          |                     |
| 28 | 10           | "Forever"   | Christopher Storer | Kelly Galuska                            | 26 de junho de 2024 |
| Carmy, Sydney e Richie comparecem ao jantar de encerramento do Ever. Richie passa um tempo com Garrett e Jessica enquanto eles administram o serviço, enquanto Carmy reencontra Luca, que planeja ficar em Chicago por alguns meses para visitar sua irmã. Sydney conversa com Luca e vários chefs renomados enquanto eles compartilham suas histórias de cozinhas passadas e fica impressionada com a aversão deles a ambientes de cozinha disfuncionais. Carmy confronta David Fields e o acusa de arruinar sua autoestima; ele, ironicamente, afirma que Carmy deveria agradecê-lo, pois seus abusos contra Carmy o tornaram um chef melhor. Adam lembra Sydney sobre sua oferta anterior, à qual ela afirma que ainda está interessada. A Chef Terry explica sua decisão de fechar o restaurante para Carmy, explicando que estava cansada do estresse constante e queria terminar sua carreira em seus próprios termos. Após o serviço, Sydney oferece uma festa em seu apartamento com a presença de Luca, Chef Terry e membros da equipe do The Bear e do Ever. Ao notar a antiga avaliação de quatro estrelas do Original Beef e pensar em como a equipe mudou desde então, Sydney sai correndo do apartamento e tem um ataque de pânico. Carmy verifica o celular e descobre várias chamadas perdidas do Cicero e do Computer, além da avaliação do Tribune. |              |             |                    |                                          |                     |

### Temporada 4 (2025)
| N.º na série | N.º na temp. | Título       | Dirigido por       | Escrito por                        | Lançamento          |
| --- | ------------ | ------------ | ------------------ | ---------------------------------- | ------------------- |
| 29 | 1            | "Groundhogs" | Christopher Storer | Christopher Storer & Duccio Fabbri | 25 de junho de 2025 |
| Um flashback mostra Carmy apresentando a ideia de abrir um restaurante para Mikey, que é revelado como o criador do nome "The Bear". No presente, a crítica do The Chicago Tribune sobre o Bear se mostra mista, elogiando a comida e a vitrine de sanduíches, mas criticando a inconsistência do cardápio e a atmosfera caótica do restaurante. Jimmy e Computer dão à equipe dois meses para recuperar o negócio, caso contrário, serão forçados a fechar as portas. Jimmy coloca um relógio na cozinha, fazendo a contagem regressiva para esse prazo a cada hora. Carmy e Sydney se concentram em ganhar uma estrela Michelin, comprometendo-se com uma operação mais eficiente e consistente. Richie contrata Jessica, Garrett e Rene do Ever para ajudar a reformar as práticas do restaurante. |              |              |                    |                                    |                     |
| 30 | 2            | "Soubise"    | Christopher Storer | Catherine Schetina                 | 25 de junho de 2025 |
| Semanas após o ultimato de Jimmy, o restaurante luta contra a escassez de ingredientes devido aos cortes no orçamento e à desmotivação da equipe. Carmy e Sydney começam a simplificar os componentes do cardápio. Sydney lê um artigo sobre o novo restaurante de Shapiro. Tina insiste para que Carmy visite Sophie, a filha recém-nascida de Natalie, o que ele vem adiando. Carmy liga para Natalie para se desculpar; Natalie diz que não tem problema se ele estiver perdendo a paixão pela culinária. |              |              |                    |                                    |                     |
| 31 | 3            | "Scallop"    | Christopher Storer | Rene Gube                          | 25 de junho de 2025 |
| Carmy elogia o prato de vieiras de Sydney e o adiciona ao cardápio no mesmo dia. Richie continua adiando a decisão de comparecer ao casamento de sua ex-esposa, Tiff. Donna ajuda Jimmy a vender sua casa. Ebraheim contrata um consultor de negócios chamado Albert Schnur para orientá-lo sobre como expandir a vitrine do Beef, que atualmente é a única parte do restaurante que dá lucro. Marcus pede a Carmy mais "poder de fogo" com sobremesas. Richie organiza uma surpresa para uma família que está jantando no restaurante pela primeira vez, com um prato final com tema de neve, encantando-os. Carmy visita Claire em sua casa para se desculpar por seu desabafo na geladeira durante a pré-inauguração do Bear e se abre com ela sobre suas ansiedades em relação ao relacionamento deles. Depois de sair, Carmy liga para Pete pedindo para atualizar os termos do contrato de parceria do restaurante. |              |              |                    |                                    |                     |
| 32 | 4            | "Worms"      | Janicza Bravo      | Ayo Edebiri & Lionel Boyce         | 25 de junho de 2025 |
| Shapiro leva Sydney para visitar seu novo restaurante em construção, prometendo-lhe autonomia e um maior investimento no aprendizado da equipe. Sydney então visita sua prima Chantel para arrumar o cabelo. Quando Chantel sai para fazer compras, Sydney cria laços com TJ, filha de 11 anos de Chantel, levando-a às compras, preparando uma refeição para ela e conversando sobre seus conflitos com os amigos. Sydney usa a metáfora das festas do pijama para discutir sua indecisão entre ficar no The Bear ou se mudar para o restaurante de Shapiro. Depois, Sydney liga para Shapiro para discutir a papelada da parceria. |              |              |                    |                                    |                     |
| 33 | 5            | "Replicants" | Christopher Storer | Karen Joseph Adcock                | 25 de junho de 2025 |
| Carmy comparece a uma reunião da Al-Anon e se comove com a história vívida de outro membro sobre o vício de seu irmão. Sydney recebe de Carmy um contrato de parceria atualizado. Marcus vende a casa de sua falecida mãe com a ajuda de seu colega de quarto Chester. Carmy contrata Luca como assistente de palco para ajudar Marcus. Tina conversa com Carmy sobre sua atual dificuldade em reduzir ingredientes e o aconselha a diminuir o ritmo do cardápio. Carmy revela a Sydney que decidiu por um menu fixo, admitindo que sua insistência em mudar o cardápio todos os dias era egoísta e prejudicial ao restaurante. Natalie leva a bebê Sophie ao restaurante. Sydney recebe uma ligação do hospital informando que seu pai sofreu um ataque cardíaco. |              |              |                    |                                    |                     |
| 24 | 6            | "Sophie"     | Christopher Storer | Christopher Storer                 | 25 de junho de 2025 |
| Sydney chega ao hospital em pânico, mas Claire lhe conta que seu pai está se recuperando. Sydney se desfaz em lágrimas por se sentir culpada por fazer seu pai se preocupar com ela, mas Claire a conforta, garantindo que é bom se preocupar com entes queridos. Richie se abre com Jessica sobre suas inseguranças por dividir a criação de sua filha com Frank, noivo de Tiff, e sua ansiedade em comparecer ao casamento dela. Albert sugere a Ebraheim que transforme a vitrine do Beef em uma franquia. Neil irrita Natalie ao dizer que convidou sua irmã Francie – a quem Natalie despreza – para o casamento de Tiff. Carmy, que também hesita em ir ao casamento de Tiff por medo de ver Donna, concorda em ir depois de conversar com Natalie. |              |              |                    |                                    |                     |
| 25 | 7            | "Bears"      | Christopher Storer | Joanna Calo                        | 25 de junho de 2025 |
| Os Berzattos chegam ao casamento de Tiff, com Richie levando Sydney para apoio emocional. Carmy entra em pânico ao rever Donna e encontra um momento para si; ele encontra Lee, que revela a Carmy que ele e Mikey se tornaram amigos antes da morte deste, e insiste que Donna está se esforçando para melhorar. Sydney conhece Donna e fala positivamente sobre trabalhar com Carmy; Donna vai embora do casamento logo depois. Frank implora a ajuda de Richie para consolar sua filha Eva, que está escondida debaixo de uma mesa para evitar dançar com Frank. Richie, Frank e Claire se escondem debaixo da mesa para conversar com ela e, aos poucos, a maioria dos Berzattos, assim como Tiff e os Faks, se juntam a eles; o grupo se reveza para falar sobre seus medos. Claire e Carmy se reconectam depois, enquanto Natalie e Francie, reveladas como ex-melhores amigas e romanticamente envolvidas, se reconciliam. Richie volta para casa sozinho, mas muito feliz.                                               |              |              |                    |                                    |                     |
| 26 | 8            | "Green"      | Christopher Storer | Christopher Storer & Joanna Calo   | 25 de junho de 2025 |
| Sydney liga para Shapiro para recusar sua oferta de emprego; ele reage negativamente, dizendo a Sydney que ela está se prejudicando ao ficar no The Bear. Richie conta a Jessica sobre Mikey. Tina, que tem lutado para atingir a meta de preparar macarrão em três minutos, pede ajuda a Luca; ele diz a ela para controlar a pressão em vez de temê-la. Mais tarde, Luca pede casualmente a Tina para fazer uma versão "teste" do prato, que ela, sem querer, conclui em pouco menos de três minutos. Natalie e Computer analisam as finanças do Bear, que ainda estão em risco apesar dos cortes de custos; Computer pergunta se vale a pena salvar o restaurante. Carmy vai relutantemente à casa de Donna para deixar o álbum de fotos da família. |              |              |                    |                                    |                     |
| 27 | 9            | "Tonnato"    | Christopher Storer | Christopher Storer & Joanna Calo   | 25 de junho de 2025 |
| Carmy deixa o álbum de fotos na casa de Donna e passa um tempo com ela por insistência dela. Donna pede desculpas em lágrimas pela maneira como tratou sua família e diz a Carmy que está sóbria há quase um ano e quer fazer parte da vida dele novamente. Carmy faz para ela o frango assado que aprendeu no French Laundry. Ebraheim concorda em ser parceiro de Albert na franquia da janela Beef. Albert conhece Computer, que concorda que a franquia é uma boa ideia. Após receber uma ligação da Food & Wine, Natalie anuncia que a revista nomeou Marcus em sua classe de Melhores Novos Chefs. Pete liga para Sydney para dizer a ela que Carmy se retirou do acordo de parceria atualizado, deixando a propriedade do restaurante para ela, Natalie e Jimmy. |              |              |                    |                                    |                     |
| 28 | 10           | "Goodbye"    | Christopher Storer | Christopher Storer                 | 25 de junho de 2025 |
| Sydney confronta Carmy sobre sua decisão de se demitir. Carmy insiste que está tomando a melhor decisão para o restaurante, argumentando que se tornou chef para evitar o trauma familiar e que Sydney está seguindo a carreira pelos motivos certos. Ele diz a Sydney que ela é a razão pela qual o restaurante está sobrevivendo e que acredita nela mais do que em si mesmo. Richie os interrompe; ele inicialmente se mostra irreverente com a notícia até Carmy revelar que foi ao funeral de Mikey, mas não conseguiu comparecer. Os dois têm uma conversa honesta e sincera na frente de Sydney, onde admitem os ressentimentos que guardavam um pelo outro após a morte de Mikey. Carmy diz a Richie que está se aposentando em parte para descobrir quem ele é fora da cozinha. Sydney finalmente concorda em assumir o cargo se Richie também receber uma participação acionária, o que ele aceita. Natalie chega e abraça Carmy em lágrimas ao saber da notícia, enquanto o relógio de Jimmy finalmente chega a zero. |              |              |                    |                                    |                     |

## Lançamento
The Bear foi lançado no Disney+ internacionalmente, como no Canadá em 3 de agosto de 2022, e na Austrália e Nova Zelândia em 31 de agosto de 2022.

## Música
The Bear foi elogiado pela crítica por sua trilha sonora de clássicos do rock alternativo e mainstream dos anos 1980 e 1990, escolhidos a dedo pelo criador do programa Christopher Storer e pelo produtor executivo Josh Senior. Algumas das músicas apresentadas no programa incluem os nativos de Chicago Wilco com "Spiders (Kidsmoke)" e "Via Chicago", "Let Down" do Radiohead, "Saint Dominic's Preview" de Van Morrison, "Animal" do Pearl Jam, "Chicago" de Sufjan Stevens", "Last Train Home" de John Mayer, "New Noise" de Refused e "Oh My Heart" de R.E.M..

## Recepção

### Resposta crítica
The Bear recebeu aclamação da crítica. No site agregador de resenhas Rotten Tomatoes, a série geral tem uma classificação de 96%. No Metacritic , que usa uma média ponderada, a série geral recebeu uma pontuação de 86 em 100.

#### Primeira Temporada
O site agregador de críticas Rotten Tomatoes relatou um índice de aprovação de 100% com uma classificação média de 8.5/10, com base em 33 críticas. O consenso dos críticos do site diz: "Como um sanduíche habilmente confeccionado, The Bear monta uma mistura perfeita de ingredientes e os empilha para uma satisfação ideal - e felizmente mantém a crosta para um sabor extra." O Metacritic deu à série uma média ponderada pontuação de 86 em 100 com base em 20 críticas, indicando "aclamação universal".

#### Segunda Temporada
No Rotten Tomatoes, 99% das 111 avaliações críticas são positivas para a segunda temporada, e a classificação média é de 9,3/10. O consenso crítico do site diz: "Em vez de reinventar o cardápio, a segunda temporada de The Bear opta sabiamente por lançar seus adoráveis personagens em outra frigideira de adversidade, deixa-os cozinhar e serve mais um prato extremamente satisfatório." O Metacritic atribuiu-lhe uma pontuação média ponderada de 92 de 100 com base em 43 avaliações críticas.

#### Terceira Temporada
No Rotten Tomatoes, 89% dos 101 críticos deram à terceira temporada uma avaliação positiva, com uma classificação média de 7,9/10. O consenso dos críticos do site afirma: "Tendo estabelecido um padrão de excelência extremamente alto para si mesmo, The Bear passa sua terceira temporada fervendo, cozinhando e exalando um aroma que aguça o apetite." O site também relatou que a temporada foi "tão audaciosa como sempre" e "ainda parece continuar entregando televisão atraente e muitas vezes intensa com performances que são tão confiavelmente brilhantes que nem são mencionadas na maioria das críticas. Em vez disso, neste ponto da vida de um programa, é mais fácil encontrar falhas em sua mesmice ou mudanças, ou em suas tentativas de se repetir ou se superar." O Metacritic atribuiu a ele uma pontuação média ponderada de 80 em 100 com base em 45 avaliações críticas.

### Prêmios
The Bear recebeu diversos prêmios ao longo das temporadas, num total de 21 Primetime Emmys e entre muitos outros. Jeremy Allen-White venceu o Emmy Melhor ator de série de comédia em 2023 e 2024, assim como Ebon Moss-Bachrach que venceu Melhor ator coadjuvante de série de comédia nesses mesmos anos, e Lionel Boyce foi indicado em 2024 na mesma categoria. Ayo Edebiri e Liza Colón-Zayas venceram o Emmy de Melhor atriz coajudvante de série de comédia em 2023 e 2024, respectivamente, com Ayo tendo sido indicada Melhor atriz de série de comédia em 2024.